# Astacilla poorei
Astacilla poorei es una especie de crustáceo isópodo marino de la familia Arcturidae.

## Distribución geográfica
Se distribuye por las costas de Cádiz.